# Hawker Siddeley Trident
L'Hawker Siddeley HS.121 Trident, chiamato anche DH.121, è stato un trimotore a getto di linea per rotte medio/corte, progettato dall'azienda britannica de Havilland Aircraft Company e realizzato dalla Hawker Siddeley negli anni sessanta dopo che quest'ultima acquisì la de Havilland nel 1960. Progettato su richiesta della British European Airways ebbe poco successo presso le altre compagnie aeree e fu realizzato in totale in soli 117 esemplari.
Il Trident fu un vettore molto importante in Europa, ma gli elevati costi operativi lo condannarono ad una vita breve. La compagnia aerea che succedette alla British European Airways, la British Airways, decise di sostituire i Trident con i Boeing 737 e Boeing 757 definitivamente nei primi anni ottanta. In Cina tali velivoli rimasero attivi fino alla metà degli anni novanta. L'HS.121 Trident è famoso per essere stato il primo aereo ad avere procedure automatiche di approccio ed atterraggio su pista.

## Storia

### Sviluppo

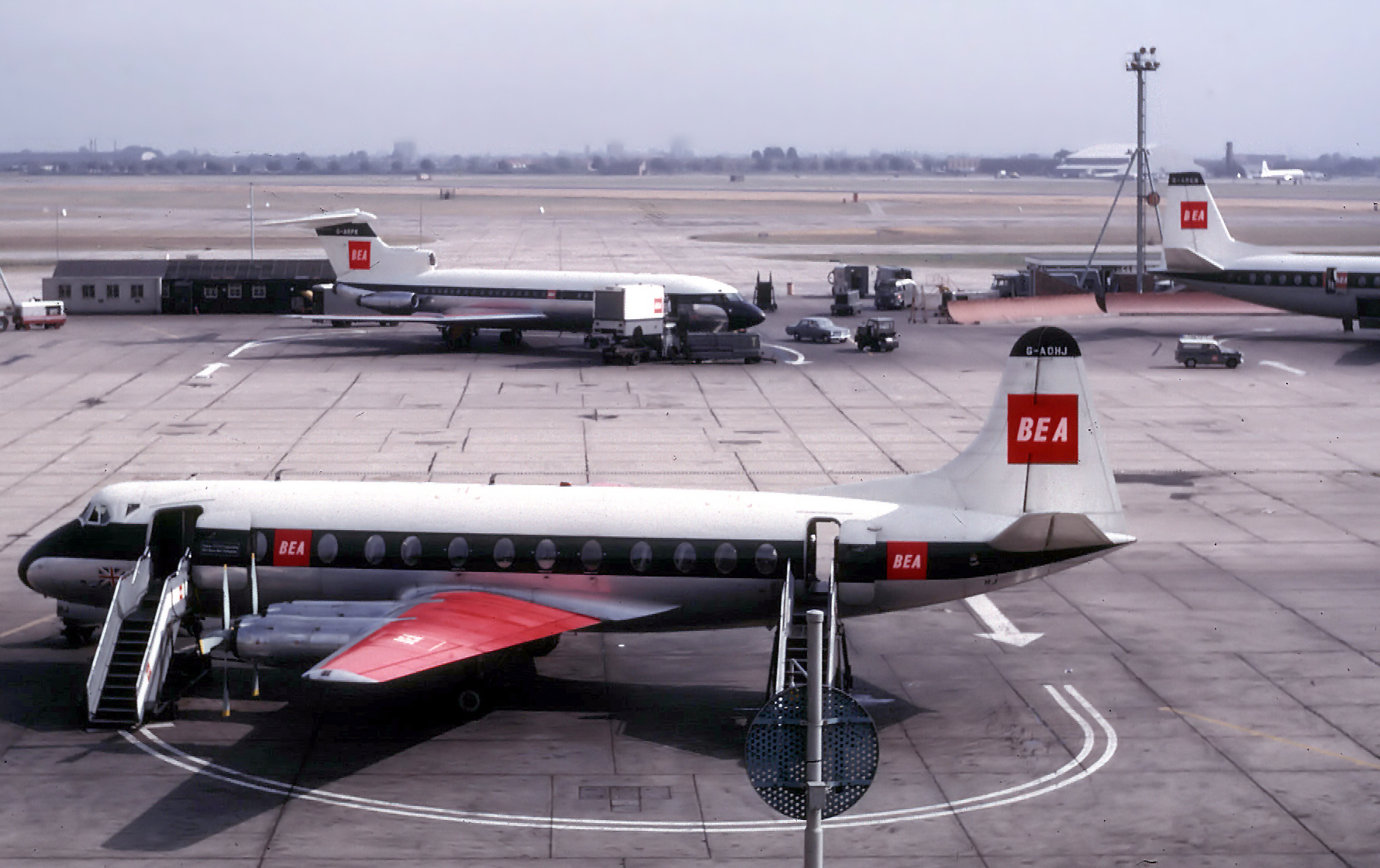
In secondo piano, dietro il Vickers Viscount, un Trident della British European Airways all'aeroporto di Londra-Heathrow nel 1964.

Nel giugno del 1956 la British European Airways bandì un concorso per la realizzazione di un jet di linea per rotte medio/brevi che sostituisse i Vickers Viscount sulle rotte europee. Principalmente si richiedeva che il nuovo velivolo fosse piccolo abbastanza per sopperire alle necessità di voli brevi. Diversi progetti furono spediti alla British European Airways, tra questi il Bristol 200, l'Avro 740, il Vickers VC11 e il de Havilland's DH.121. Il vincitore fu proprio il DH.121 che fu scelto nel 1958.
Il Trident fu progettato come trijet (cioè a 3 motori jet): conformazione questa che, secondo i progettisti, avrebbe assicurato buoni margini di sicurezza durante i decolli e un minore consumo di carburante. Il progetto iniziale prevedeva una coda cruciforme, molto simile a quella del Sud Aviation Caravelle. I motori vennero posti tutti nella parte posteriore del velivolo e in tal modo le ali furono lasciate libere da intralci. Questo espediente fu utilizzato per realizzare un aereo che raggiungesse elevate velocità (il target era una velocità superiore a 965 km/h). Il carrello d'atterraggio era anteriore e retrattile lateralmente. Come motori furono scelti i Rolls-Royce Medway (da 61,34 kN), con un peso lordo di 63 000 kg (150 000 lb), un raggio di azione di 3 330 km (2 070 mi) e 111 posti a sedere suddivisi in due classi di viaggio.
La British European Airways, però, si rese conto che tale aereo con 111 posti a sedere era troppo grande per le sue rotte, pertanto si decise di modificare il progetto iniziale per renderlo più vicino alle necessità della Compagnia Aerea. Si ottenne così una versione limitata del Trident, equipaggiato con i meno potenti motori Rolls-Royce Spey 505 (da 43,8 kN) e con un peso lordo di 48 000 kg, un raggio di azione di 1 500 chilometri (930 mi) e 97 posti a sedere. Questa versione vennee anche modificata per la coda, con una nuova conformazione a T ad incidenza variabile e fu realizzato un nuovo muso, completamente diverso dall'originale. Soddisfatta del lavoro compiuto, la British European Airways commissionò un ordine iniziale di 24 esemplari, denominati Trident 1, il 12 agosto del 1959.

### Design
Il Trident fu un jet di linea interamente in metallo, con coda a T e ali basse. I tre motori erano posti tutti nella parte posteriore del velivolo, due alloggiati ai lati della fusoliera e uno posto sulla fusoliera e incassato tra la coda. Alcune versioni ebbero anche un quarto motore più piccolo, disposto sopra quest'ultimo. Tutte le versioni furono equipaggiate con motori Rolls-Royce Spey, mentre l'eventuale quarto propulsore fu il Rolls-Royce RB162.
Il Trident fu uno dei più veloci aerei subsonici utilizzati da compagnie aeree, raggiungendo normalmente una velocità di crociera di 600 mph (965 km/h). Le ali, progettate specificatamente per le alte velocità, fornivano poca portanza alle basse velocità e questo comportava che l'aereo aveva bisogno di piste lunghe per poter decollare. Questa sua caratteristica fu all'origine del soprannome "ground gripper" (agganciato al terreno) per la difficoltà con cui decollava; spesso i piloti prendevano in giro il velivolo dicendo che il Trident si alzava in volo solo grazie al fatto che la Terra fosse rotonda.

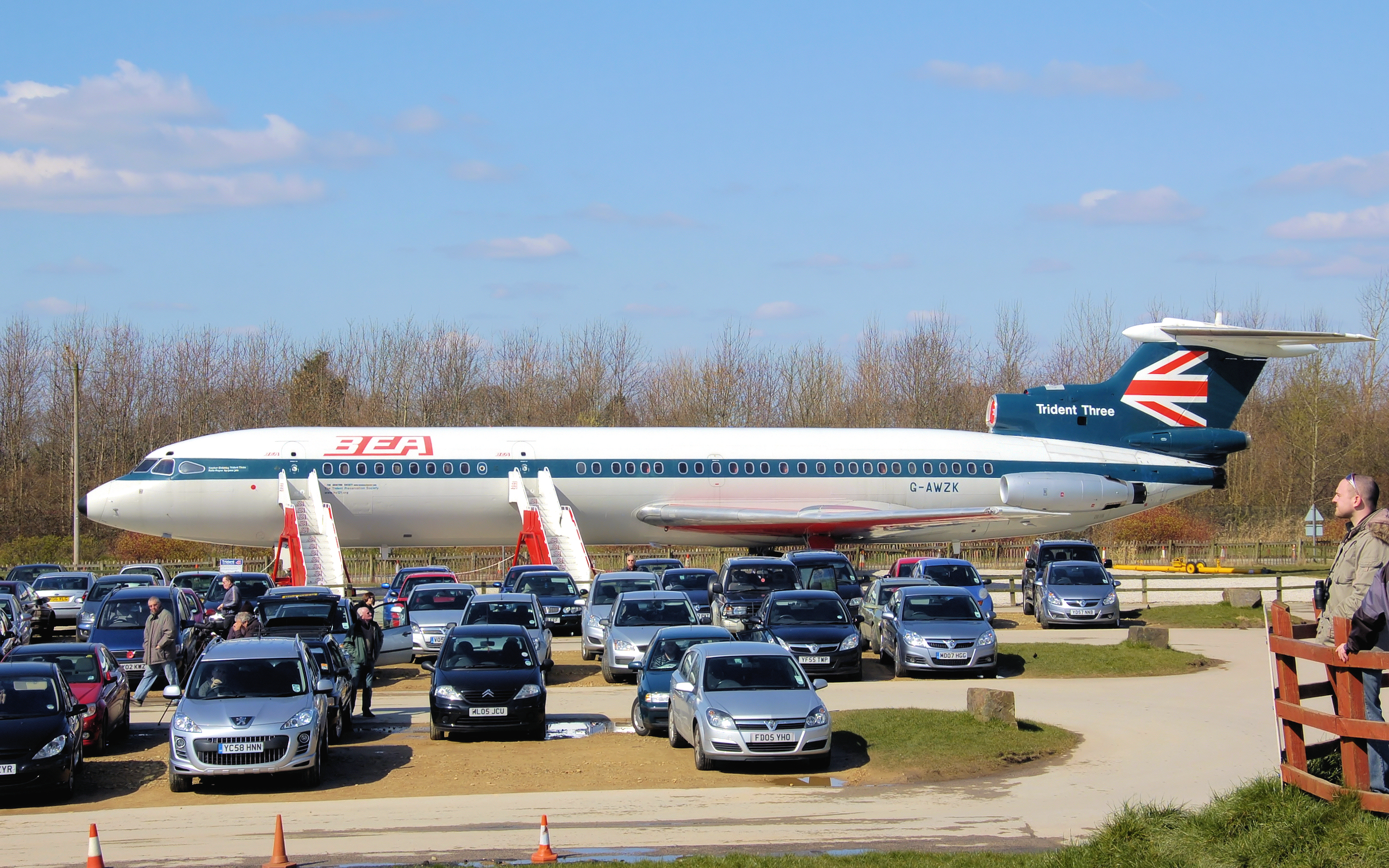
Un Trident 3B (G-AWZK) conservato presso l'aeroporto di Manchester, Inghilterra.

Il Trident è stato il primo aereo commerciale ad essere equipaggiato con un registratore dei dati di volo, il quale campionava 13 variabili e le salvava in formato digitale su un nastro magnetico.
Altra caratteristica notevole dell'aereo era la sua capacità di atterraggio strumentale. La prima volta che il mezzo toccò terra in maniera automatica fu il 4 novembre del 1966, in una giornata molto nebbiosa all'aeroporto di Londra-Heathrow che è spesso affetto da problemi di nebbia. Il sistema automatico del Trident di fatto introdusse l'ILS di seconda categoria, permettendo l'atterraggio in aeroporti equipaggiati con tale sistema al suolo, mentre gli aerei non equipaggiati con tale livello di ILS dovevano essere dirottati su altri scali.

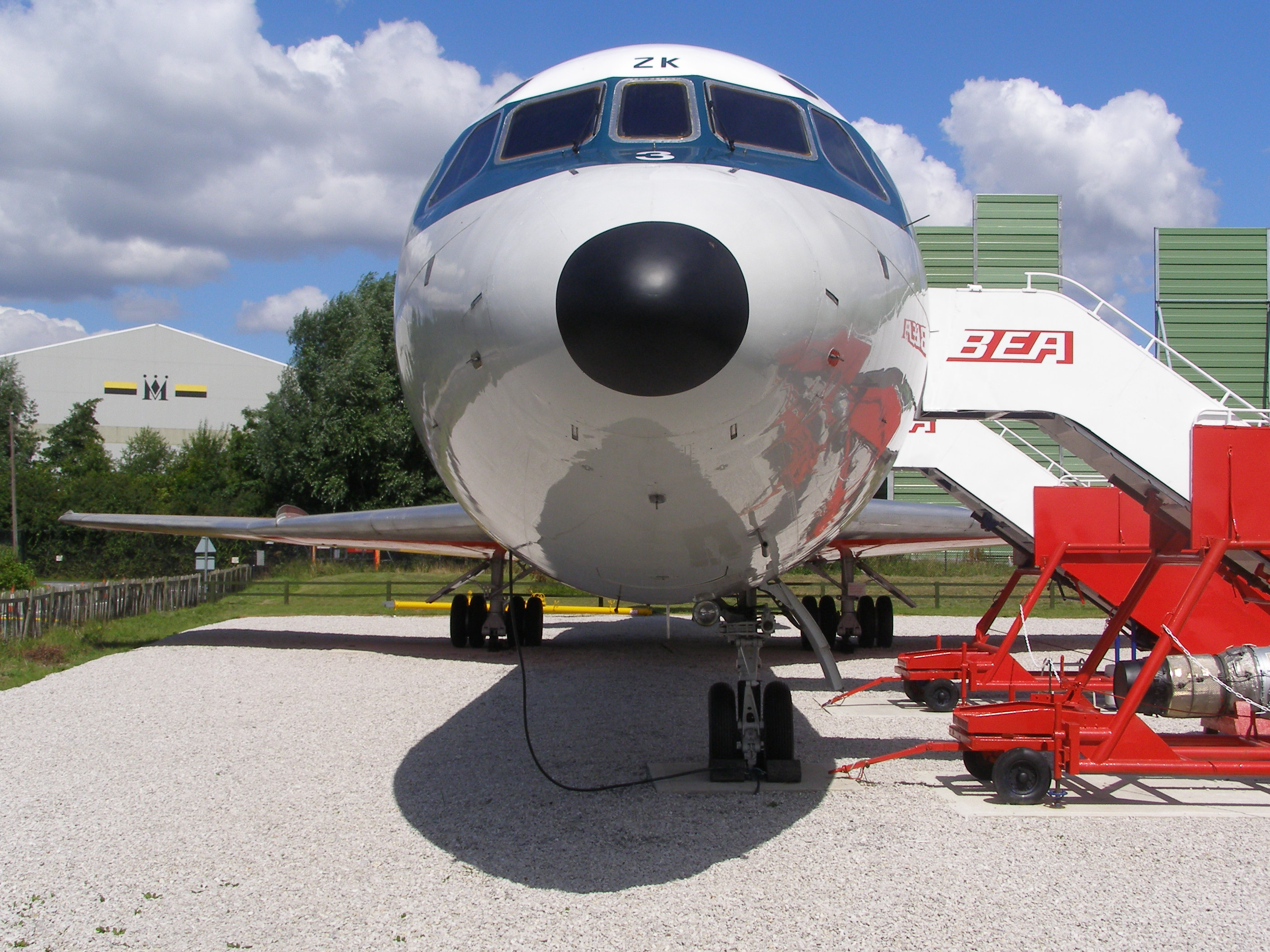
Vista del muso del G-AWZK.

Il Trident era anche in grado di utilizzare la spinta inversa dei motori durante il volo. Tale caratteristica era utilizzabile solo sui due motori laterali e la normale procedura di atterraggio prevedeva che i suddetti propulsori fossero impostati per generare una spinta inversa per frenare il velivolo. A discrezione del pilota, tale spinta inversa, poteva anche raggiungere la massima potenza consentita. Tale sistema era molto utile per toccare terra su piste corte, bagnate o scivolose, garantendo un atterraggio controllato e ridotto aquaplaning e sopperendo di fatto al carente sistema di frenatura.
Una curiosa caratteristica di questo mezzo era la visualizzazione di una mappa dinamica al centro dei pannelli di controllo. Grazie ad un sistema elettro-meccanico, uno stilo indicava la posizione del velivolo su un nastro di carta azionato da un motorino elettrico. La posizione dell'aereo era ottenuta da un sistema di navigazione doppler che controllava la velocità rispetto al suolo e i dati di posizione e calcolava lo spostamento laterale dello stilo e l'avanzamento della carta per seguire la rotta.

### Impiego

#### Trident 1
L'Hawker Siddeley Aviation, casa madre a quel tempo della de Havilland Aircraft, aveva necessità di trovare nuovi acquirenti per il Trident; così intavolò delle trattative con l'American Airlines nel 1960. Questa richiedeva un aereo con un lungo raggio d'azione, come in origine fu pensato il DH.121. Per accontentare l'American Airlines fu realizzato il nuovo Trident 1A, equipaggiato con motori Rolls-Royce Spey 510s da 47,6 kN e con un'ala e serbatoi più grandi, in grado di offrire un raggio di azione di 2 900 km (1 800 mi). Tuttavia, la Compagnia Aerea statunitense preferì al Trident 1A il Boeing 727, aereo, questo, che era quasi uguale al primo progetto del DH.121. In realtà, le somiglianze tra i due velivoli nascevano dal fatto che la de Havilland aveva invitato un gruppo di ingegneri della Boeing a vedere il progetto del DH.121 perché la ditta americana stava cercando di sviluppare una versione simile a medio-raggio dei suoi 707.

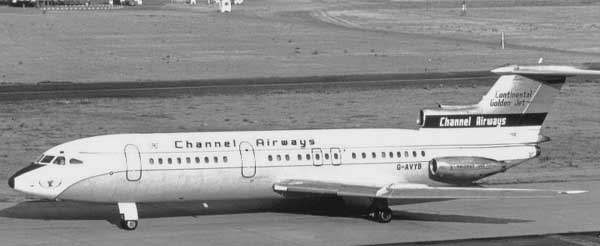
Trident 1E.

Comunque alcune di queste modifiche furono conservate e ne nacque il Trident 1C che possedeva un serbatoio maggiorato, posto nel centro delle ali e raggiungeva un raggio di azione di 2 250 km (1 400 mi). Il primo esemplare così modificato, siglato G-ARPA, volò la prima volta nel 9 gennaio del 1962 dall'aeroporto di Hatfield ed entrò in servizio attivo il 1º aprile del 1964. Dal 1965, nella flotta della British European Airways, si contavano 15 Trident che aumentarono fino a 21 nel 1966.
Successivamente, l'Hawker-Siddeley propose una versione migliorata del 1C, battezzata Trident 1E, il quale aveva nuovi motori, gli Spey 511s, era più pesante e poteva ospitare fino a 140 passeggeri. Di conseguenza la 1E risultò la versione che più si avvicinava al progetto originale del DH.121, anche se possedeva motori leggermente meno potenti. Venne tuttavia venduta in un ridotto numero di esemplari: tra questi tre furono consegnati alla Kuwait Airways e tre alla Iraqi Airways, quattro andarono alla CAAC, due alla Channel Airways e alla Northeast Airlines e uno alla Air Ceylon.

#### Trident 2

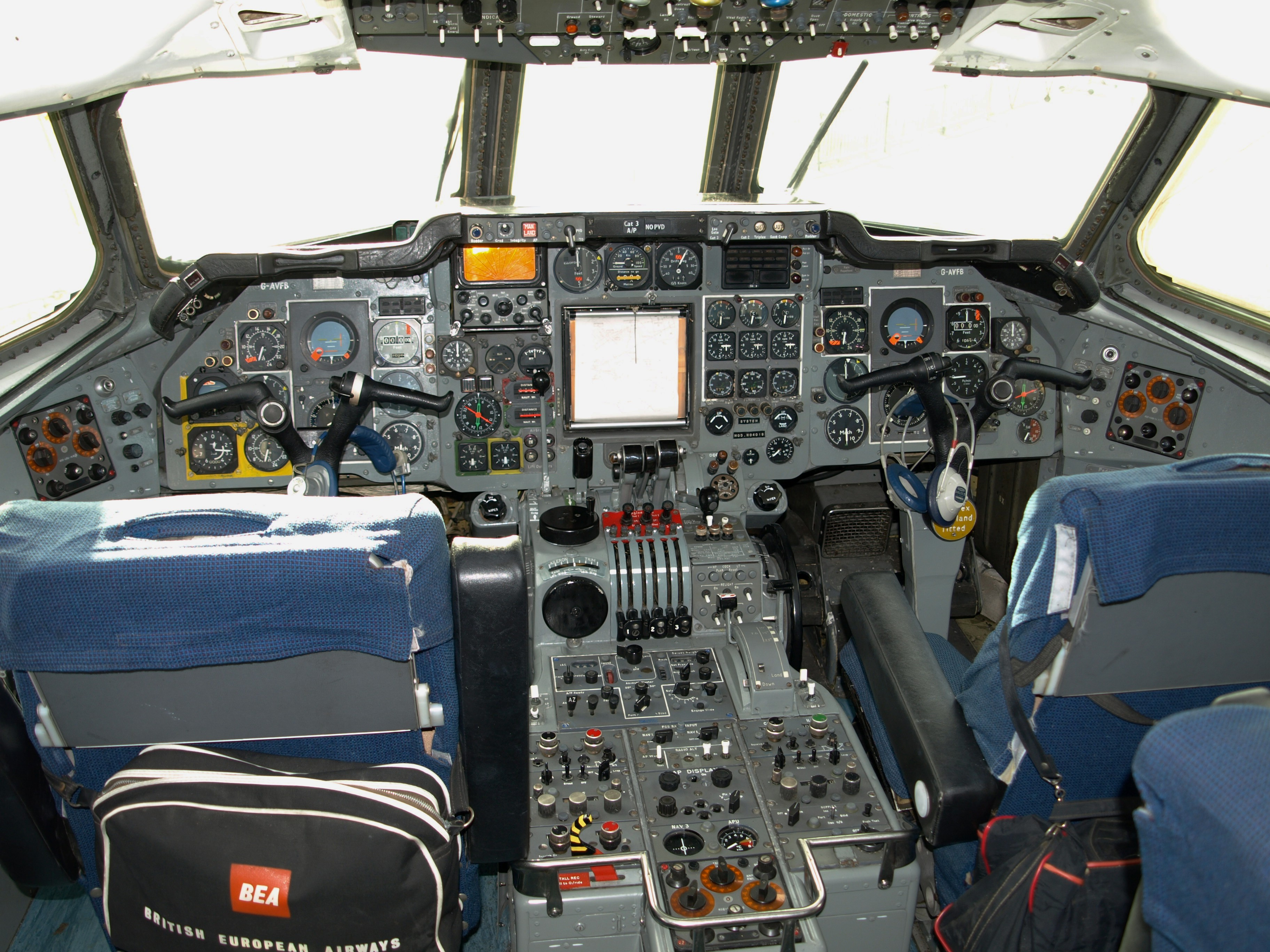
Ponte di comando di un Trident 2E.

Ad un certo punto, la British European Airways si rese conto che i Trident non erano ormai più sufficienti per le nuove rotte acquisite e che era necessario dotarsi di aerei a lungo raggio d'azione. L'Hawker-Siddeley propose una nuova versione del DH.121, il Trident 1F, con autonomia aumentata, ma posti a sedere ridotti. La British European Airways decise di acquistare 10 1F e si riservò un'opzione per altri 14 aerei. Durante i lavori per realizzare gli 1F, ci si rese conto che le modifiche erano tante da giustificare una nuova versione del velivolo, denominata ufficialmente Trident 2E, con la E per Extended Range. Questa versione fu equipaggiata con i nuovi motori Spey 512s, era ancora più pesante delle precedenti e possedeva un raggio d'azione di 3 200 km (2 000 mi). La British European Airways ne acquistò subito 15: 2 furono venduti alla Cyprus Airways e 33 dalla CAAC. Il primo volo della nuova versione avvenne 27 luglio del 1967 ed entrò in servizio attivo nell'aprile del 1968.

#### Trident 3
I Trident divennero l'ossatura della flotta aerea della British European Airways e pertanto la Compagnia desiderò una nuova versione, ancora più grande. L'Hawker-Siddeley propose due progetti differenti nel 1965, un aereo bimotore da 158 posti a sedere molto simile al Trident e conosciuto come HS.132, e l'HS.134 da 185 posti con i motori spostati sotto le ali e molto simile al Boeing 757. Entrambi i mezzi erano equipaggiati con i nuovi motori della Rolls-Royce, ancora in fase di realizzazione: gli RB178. La British European Airways, però, decise di scegliere i Boeing 727 e i 737 per sostituire i BAC 1-11 ed i Trident, ma questo piano fu successivamente bloccato dal veto del Governo britannico (proprietario della compagnia di volo).
Pertanto la scelta ricadde su una versione allungata del Trident, che fu ribattezzata Trident 3. La fusoliera era 5 metri più lunga e poteva ospitare 180 passeggeri. I motori rimasero gli stessi e questo non piacque alla British European Airways, che lamentava troppo poca potenza nei vecchi propulsori. Pertanto la Hawker-Siddeley decise di aggiungerne un quarto, il Rolls-Royce RB162 turbojet. Questo propulsore aggiungeva un 15% di potenza nel decollo e solo un 5% di aumento di peso. La Compagnia accettò tale versione, nominata Trident 3B, ed ordinò 26 esemplari. In alcune versioni di tali velivoli si ebbero dei sedili rivolti al contrario rispetto alla normale disposizione dei posti a sedere. Il primo volo di un 3B si ebbe l'11 dicembre del 1969 ed entrò in servizio attivo nell'aprile del 1971. Un'ulteriore modifica al progetto ne aumentò la capacità di combustibile trasportabile e fu ribattezzata Super Trident 3B, realizzato per la CAAC, la linea aerea cinese.
Nel 1977 furono scoperte delle crepe da stress nelle ali della flotta di Trident della British European Airways. Gli aerei interessati furono consegnati al produttore che si occupò delle riparazioni necessarie e i velivoli furono rimessi in servizio.
In totale furono realizzati solo 177 esemplari di Trident, mentre di Boeing 727, realizzato seguendo il progetto originale del DH.121, ne sono stati realizzati oltre 1 700.

## Versioni
- Trident 1C: versione prodotta per la British European Airways, 24 esemplari.
- Trident 1E: versione con maggiori posti a sedere, 15 esemplari.
- Trident 2E: versione con sistema automatico di atterraggio, 50 esemplari.
- Trident 3B: versione a raggio d'azione ridotto del 1E, con motore booster RB162, 26 esemplari.
- Super Trident 3B: versione con raggio d'azione esteso, 2 esemplari.[5]

## Utilizzatori

### Civili
Sri Lanka
- Air Ceylon

 Cina

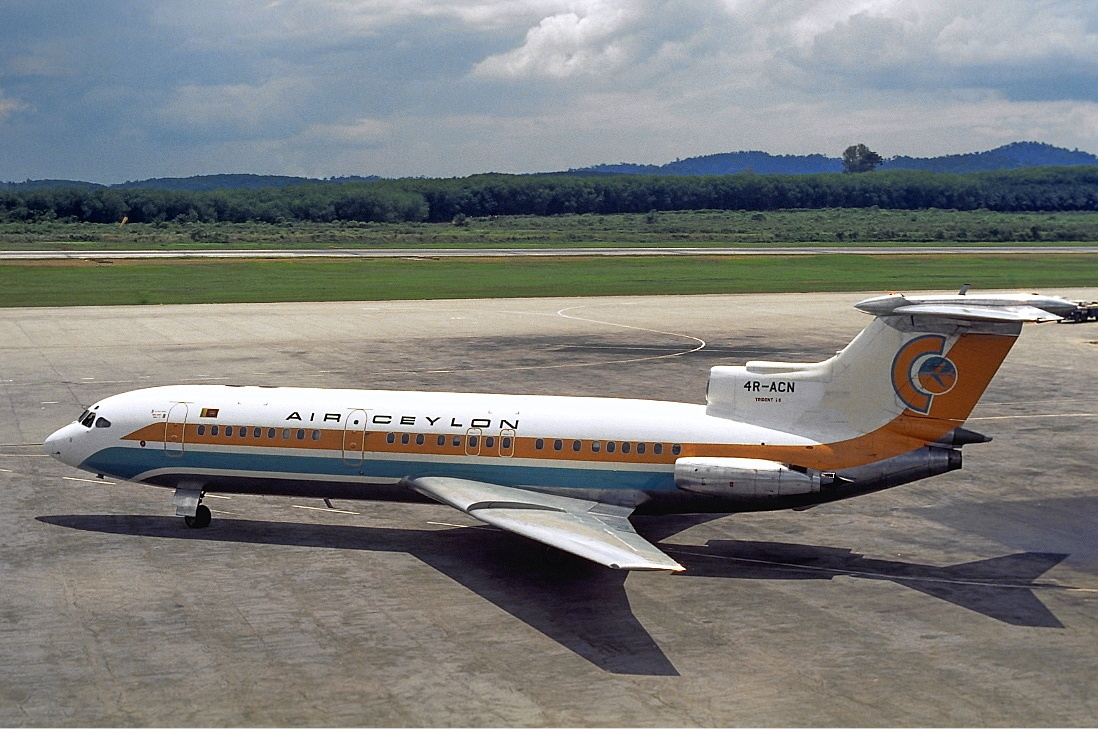
Hawker Siddeley Trident (4R-ACN), Air Ceylon

- Civil Aviation Administration of China (CAAC)
- China United Airlines

 Cipro
- Cyprus Airways

 Iraq
- Iraqi Airways

 Kuwait
- Kuwait Airways

 Pakistan
- Pakistan International Airlines

 Regno Unito

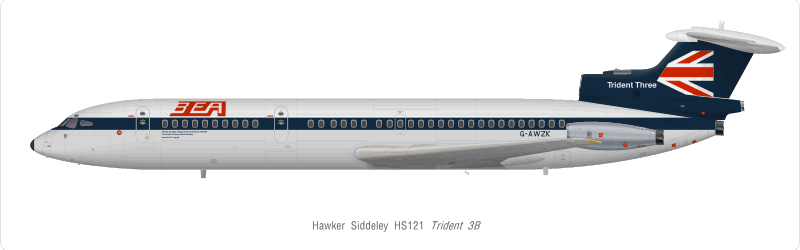
Hawker Siddeley Trident (G-AWZK), BEA

- BKS Air Transport/Northeast Airlines
- British Airways
- British European Airways
- Channel Airways

 Zaire
- Air Charter Service of Zaire

### Militari
Cina
- Zhōngguó Rénmín Jiěfàngjūn Kōngjūn

 Pakistan
- Pakistani Fida'iyye

## Velivoli visitabili
Tre aerei completi sono conservati in Gran Bretagna:
- Trident 2E G-AVFB a Duxford, vicino a Cambridge.
- Trident 3B G-AWZM alla mostra del Museo della Scienza a Wroughton nel Wiltshire.
- Trident 3B G-AWZK all'Aviation Viewing Park, nell'aeroporto di Manchester.

## Velivoli in uso
I velivoli Trident 1C G-ARPO, 2E G-AVFJ e 3B G-AWZS sono utilizzati come addestratori nell'International fire training centre, nell'aeroporto di Teesside.
In Cina diversi aerei sono conservati o utilizzati per addestramento. Nel 2008, l'aereo personale di Mao Zedong è stato offerto in vendita, dopo che i commercianti del mercato di Zhuhai hanno deciso che l'aereo, già un'attrazione turistica, era una limitazione ai loro affari.

## Incidenti
- 13 settembre 1971: un Trident 1E dell'Aeronautica dell'esercito popolare di liberazione precipitò in Mongolia per cause sconosciute. La versione ufficiale sostiene che l'aereo rimase a corto di carburante.
- 18 giugno 1972: volo 548 della British European Airways, un Trident 1 con sigla G-ARPI andò in stallo e precipitò vicino a Staines. Morirono tutte le persone a bordo.
- 10 settembre 1976: un Trident 3B della British Airways, siglato G-AWZT, ebbe una collisione a mezz'aria con un Douglas DC-9, siglato YU-AJR, in Iugoslavia. Morte tutte le persone a bordo dei due velivoli. La collisione fu imputata ad un errore del controllore del traffico aereo.
- 14 marzo 1979: un Trident 2E della CAAC precipitò nelle vicinanze di Pechino a causa di un errore del pilota.[7] Morirono 12 membri dell'equipaggio e 32 persone a terra.
- 5 maggio 1983: un Trident 2E della CAAC fu dirottato nel volo tra l'aeroporto di Shenyang e Shanghai. Fu fatto atterrare in una base USA in Corea del Sud.